# Tempêtes boursières de juillet, août et septembre 2011
Les bourses ont connu plusieurs tempêtes boursières en juillet, août et septembre 2011, aboutissant à l'une des plus sévères baisses de l’Histoire des bourses de valeurs, causée par la crainte de voir la reprise économique mondiale s'essouffler après seulement un an de croissance, ce qui aurait aggravé les déficits publics alors que la crise économique de 2008, la plus profonde depuis 70 ans, les avait déjà creusés.
Le krach s'est produit sur la plupart des grands marchés boursiers occidentaux, avec parfois des variations quotidiennes dépassant 6 %. À Paris, une chute de presque 30% (29,43%) du CAC 40 s'est produite entre le 30 juin et le 23 septembre. La baisse des actions a été jugée d'autant plus forte que les marchés obligataires de plusieurs pays ont au contraire connu des fortes progressions sur la même période.

## Le contexte économique

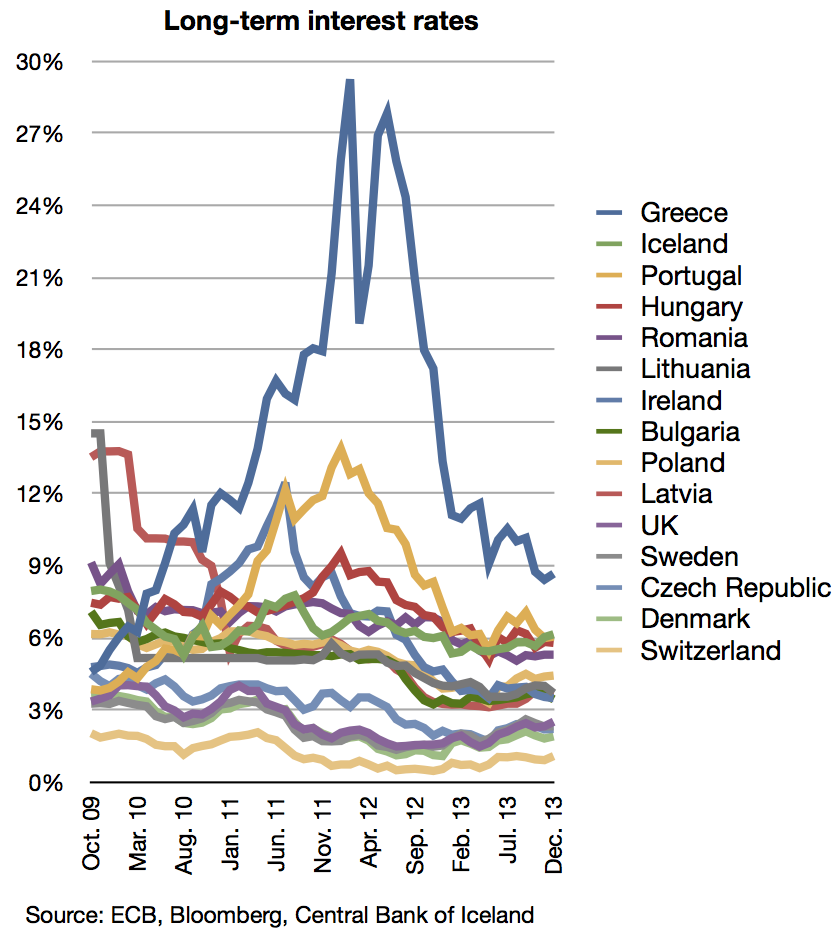
Taux d’intérêts à long terme de pays européens (hors zone euro), et de la Grèce, le Portugal et l’Irlande.

La plupart des grands pays industriels ont connu une année de croissance en 2009, mais modeste, qui est loin d'effacer l'ampleur de la récession subie en 2008. C'est particulièrement le cas aux États-Unis, dont le produit intérieur brut (PIB) a reculé de 2,4 % en 2009, la plus forte baisse recensée depuis 1946, malgré un rebond de 5,7 % sur le quatrième trimestre.
L'inquiétude concerne aussi l'Espagne, l'Irlande et l'Angleterre, mal remise du dégonflement des bulle immobilière records. L'Espagne a vu son PIB reculer de 0,1 % en 2010 après 3,7 % en 2009, alors que n'étaient pas encore entrées en vigueur les mesures d'austérité budgétaires décidées en 2010, parmi lesquelles la baisse de 5 % du traitement des fonctionnaires et des coupes dans les remboursements de médicaments. Le krach boursier de l'été 2011 s'effectue dans un contexte général de baisse des rendements obligataires, en particulier dans les grands pays, sauf pour plusieurs petits pays en grande difficulté budgétaire, comme le Portugal, la Bulgarie, la Hongrie, la Grèce et l'Islande.

## Le contexte financier
Les banques ont subi de très lourdes pertes financières lors de la crise des subprimes mais sont en conflit avec les régulateurs internationaux car plusieurs d'entre elles refusent les normes internationales de capitalisation plus sévères, appelées Bâle III, issues des accords de Bâle III, rendus publics le 16 décembre 2010.
Les grandes banques deviennent plus exposées aux rumeurs sur leur santé financière, en particulier en France, où elles n'ont pas été recapitalisées, le gouvernement ayant préféré leur prêter de l'argent, qu'elles ont rapidement remboursé.
Le krach boursier de juillet, août et septembre 2011 voit ainsi le CAC 40 perdre un quart de sa valeur entre le 30 juin et le 19 août. De 3982,21 points le 30 juin, l'indice français passe à 2810,11 points le 23 septembre soit une baisse de 1172,10 points (-29,43%) en 86 jours.

## Les différents facteurs de la baisse
Plusieurs facteurs se sont conjugués pour déclencher une forte baisse fin juillet 2011 :
- l'accord européen d'aide à la Grèce du 21 juillet 2011 et l'éventualité d'un départ de la Grèce de l'euro
- la sous-capitalisation de certaines banques
- la mise sous surveillance de la dette espagnole par Moody's, suivi par l'annonce d'élections anticipées
- la réaction de Standard & Poor's à l'accord politique sur le relèvement du plafond d'endettement des États-Unis
- les plans de rigueur anglais, grecs, italiens et français
- une série de mauvais indicateurs économiques en Europe comme aux États-Unis

### Accord européen d’aide à la Grèce
Lors du sommet européen du 12 mars, la Grèce avait accepté d'accélérer son programme de privatisations dans l'espoir que la durée des emprunts des pays européens passe de 4,5 ans à 7,5 ans, et que les taux d'intérêt reviennent à 4,2 % contre 5,2 %. Mais dès le 6 mai, un autre sommet « secret », limité à six ministres des Finances au château de Sennigen au Luxembourg, révélé par le magazine allemand Der Spiegel et le Wall Street Journal, évoque un nouveau plan de sauvetage, avec l'éventualité d'un départ de la Grèce de l'euro, sans pouvoir empêcher Standard & Poor's d'abaisser la note grecque à CCC, pour défaut de payement, un mois après, le 13 juin. Le 15 juin, Moody's place sous surveillance négative BNP Paribas (Aa2), Société générale (Aa2) et Crédit agricole (Aa1) du fait de leur exposition à la dette grecque.
Réunis le 20 juillet à Bruxelles, les dirigeants de la zone euro sont parvenus à un accord sur un nouveau plan d'aide pour la Grèce, de 158 milliards d'euros, dont 109 milliards par l'Europe et le FMI, combinant allègement de la dette et nouveaux outils pour le Fonds européen de stabilité financière (FESF), désormais autorisé à racheter de la dette publique sur le marché secondaire. Ce plan se traduit par « un défaut de paiement partiel du pays », selon la Banque centrale européenne : « mis à contribution » les créanciers doivent assumer une partie des pertes sur les obligations de la crise grecque, même si ce n'est fixé que globalement, sous forme d'estimation.
L'accord a été précédé par des discussions opposant l'Allemagne et la France. Pour ne pas créer de précédent, la chancelière Angela Merkel voulait une aide qui n'interviendrait qu'« en dernier ressort », avec intervention exclusive du FMI, excluant la mise en place de prêts bilatéraux. Sur ce point, elle a dû reculer mais a imposé à la France une concession : la perte partielle imposée aux financiers détenant des obligations grecques. Dans le doute, l'agence de notation financière Moody's invoque ce détail 8 jours après pour placer sous surveillance négative l'Espagne, dont le déficit budgétaire est d'autant plus dur à résorber que la croissance n'est pas revenue en 2010, et reste proche de la stagnation en 2011, après une terrible année 2009.

### Mise sous surveillance de la dette publique espagnole
L'agence de notation Moody's avait déjà retiré à la fin septembre 2010 sa note maximale AAA à l'Espagne, puis prévenu deux mois après qu'elle envisageait de l'abaisser à nouveau la note, en raison de ses « besoins élevés de refinancement en 2011 » du pays, « susceptible de connaître de nouvelles périodes de tension pour se financer sur le marché ». Ce scénario est mis à exécution le 10 mars 2011: Moody's abaisse d'un cran la note de l'Espagne, à Aa2 contre Aa1 auparavant.
Trois mois après, le 29 juillet 2011, Moody's affirme qu'elle envisage d'abaisser la note de la dette souveraine de l'Espagne, car elle a de la difficulté à appliquer une rigueur budgétaire du fait d'un « environnement de faible croissance » : seulement +0,3 % au premier trimestre 2011, contre +1,5 % pour l'Allemagne et +1 % pour la France. Le pays vise un déficit budgétaire 2011 à 6 % du PIB, après l'avoir ramené à 9,2 % en 2010 contre 11,1 % en 2009. Mais le PIB espagnol, après avoir connu en 2009 une des plus fortes baisses au monde (-3,7 %), n'a pas en rebondi en 2010, se repliant même de 0,1 %.
La seconde raison avancée par Moody's est l'accord européen d'aide à la Grèce, annoncé le 20 juillet, qui a « créé un précédent » en impliquant le secteur privé et ainsi marqué un accroissement du risque pour les investisseurs détenteurs d'obligations publiques.

### Standard and Poor's et le relèvement du plafond de la dette américaine
Le 27 juillet, Deven Sharma, président de l'agence de notation financière Standard & Poor's entre dans le débat politique en déclarant devant une 
commission de la Chambre des représentants américains que les États-Unis ne doivent pas faire défaut sur leur dette; "Nos analystes ne pensent pas qu'un défaut aura lieu", a-t-il déclaré, juste avant le 1er août, dernier jour pour trouver un accord sur le relèvement du plafond de la dette des États-Unis.
Malgré cette menace, le 29 juillet, les sénateur démocrates rejettent le projet de budget, voté par les représentants républicains. Un plan de la dernière chance est trouvé le 1er août, pour permettre le versement des salaires des fonctionnaires. Les conservateurs du Tea Party ont obtenu une baisse importante des dépenses fédérales, sans hausses d'impôts.
Le fonds d'investissement américain BlackRock accueille l'accord par un communiqué déclarant que "la composition précise et le calendrier de toutes les réductions de dépenses détermineront si cette proposition produit une réduction réelle et significative du déficit". Quelques jours après, l'agence de notation financière Standard & Poor's met fin à la notation AAA des États-Unis, qu'elle avait placés sous surveillance négative dès le 18 avril.

### Rumeurs sur les banques
À partir du 10 août, la plupart des valeurs banques françaises sont la cible de rumeurs alarmistes sur les marchés boursiers. La plus touchée est la Société générale, à la suite d'un article du Mail on Sunday, un tabloïd londonien qui avait affirmé avoir parlé à « une source gouvernementale de haut rang », en Angleterre, et que la banque se trouvait « au bord du désastre après d'énormes pertes » en Grèce, tout comme l'italienne UniCredit. Le Mail on Sunday avait rapidement présenté ses excuses et retiré l'article de son site Internet. Dans la foulée, d'autres rumeurs s'étaient ajoutées, affirmant qu'une des agences de notation financière allait retirer sa notation AAA à la France et que cette perspective pesait sur le cours des banques. Des démentis catégoriques ont écarté aussi ce scénario. Mais le 18 août, l'action Société générale perd encore 12,3 % et celle du Crédit agricole 7,29 %.
Pour stabiliser la situation et mettre fin à ces rumeurs l'ex-investisseur George Soros estime que les banques doivent se donner plus de capitaux propres, car les établissements « sont trop fragiles (…) sous-capitalisés et détiennent beaucoup de titres de dettes européennes, jusqu'ici considérés comme des produits sans risque. En particulier concernant les titres espagnols et italiens. Il faut lever ce risque avec des euro-obligations et recapitaliser les banques », explique-t-il dans un entretien au quotidien Le Monde. Mais pour se recapitaliser, les banques doivent créer de nouvelles actions, ce qui risque de faire baisser leur bénéfice par action, l'indicateur de performance des marchés boursiers.
Dès son arrivée à la direction du Fonds monétaire international, la nouvelle directrice Christine Lagarde a estimé que les banques européennes devaient se recapitaliser pour être plus rassurantes. Des observateurs mettent en avant l'exposition des banques à la baisse de la valeur des emprunts d'État en Grèce et en Italie. « Certaines en ont sans doute besoin », a reconnu Michel Pébereau, président de la BNP, mais des réticences à effectuer de nouvelles recapitalisations se multiplient. L'action de la banque Dexia baisse pendant tout l'été puis tombe le 4 octobre à 0,97 euro, après un conseil d'administration d'urgence sur fond de spéculations de démantèlement du groupe, alors qu'elle valait encore 24,5 euros au début mai 2007.

### Une succession de plans de rigueur
En février 2011 apparaissent les premiers effets du plan d'économies de 93 milliards d'euros en quatre ans, d'une ampleur sans précédent depuis 30 ans, lancé mi-2010 par le britannique David Cameron pour ramener le déficit de 10,1 à 1,1% du PIB à l'horizon 2015. Décidé alors que Fitch a menacé de dégrader la note anglaise, il risque de ralentir l'activité de l'avis même du ministre anglais de la Justice Kenneth Clarke. En mai, c'est la Grèce qui durcit sa politique d'austérité afin d'obtenir un deuxième plan de sauvetage. Le durcissement de la rigueur est confirmé en Grèce fin juin, en Italie début juillet, et France en août.
Le premier ministre socialiste José Luis Rodríguez Zapatero, en déroute lors des élections régionales de mai, est contraint par son équipe d'annoncer le 29 juillet des législatives anticipées. Le leader de la droite espagnole, Mariano Rajoy, avait dès juillet annoncé que s'il était élu, les 17 régions espagnoles n'auraient plus le droit à un déficit budgétaire.
En raison de mesures d'austérité plus sévères et d'erreurs récemment commises dans la politique économique des États-Unis et de l'Europe, Morgan Stanley estime le 18 août que le PIB 2012, dans la zone euro, sera 1% moins élevé que prévu, accompagnant une forte baisse de tous les marchés boursiers européens. Du 30 juin au 23 septembre, le CAC 40 perd 29,4%. Le cours de certaines banques est divisé par deux.

### Le ralentissement économique, des deux côtés de l'Atlantique
À partir de la mi-août, plusieurs pays publient des estimations du PIB pour le deuxième trimestre jugées très décevantes: Allemagne (+0,2 % contre +1 % au premier trimestre) et France (stagnation contre +1 % au premier trimestre). Ils confirment les chiffres mensuels très médiocres de la production industrielle de juin, déjà connus depuis juillet, et ajoutent une mauvaise nouvelle: la morosité s'est étendue au secteur des services. À cela s'ajoutent les premiers baromètres d'activité pour le mois d'août aux États-Unis, dans les régions de New York et surtout Philadelphie. Ils indiquent une forte chute, surtout à Philadelphie, à laquelle on pouvait s'attendre, car les inquiétudes des entrepreneurs sur la situation financière ont contribué à la chute des commandes.

## Variations des rendements obligataires et des marchés boursiers
| Date                | Indices | Indices | Indices  |
| Date                | CAC 40  | DAX     | FTSE 100 |
| ------------------- | ------- | ------- | -------- |
| lun. 25 juillet     | −0,77 % | +0,25 % | −0,16 %  |
| mar. 26 juillet     | −0,66 % | +0,07 % | +0,08 %  |
| mer. 27 juillet     | −1,42 % | −1,32 % | −1,23 %  |
| jeu. 28 juillet     | −0,57 % | −0,86 % | +0,28 %  |
| ven. 29 juillet     | −1,07 % | −0,44 % | −0,99 %  |
| lun. 1er août       | −2,27 % | −2,86 % | −0,70 %  |
| mar. 2 août         | −1,82 % | −2,26 % | −0,97 %  |
| mer. 3 août         | −2,08 % | −2,30 % | −2,34 %  |
| jeu. 4 août         | −3,90 % | −3,40 % | −3,43 %  |
| ven. 5 août         | −1,26 % | −2,78 % | −2,71 %  |
| lun. 8 août         | −4,68 % | −4,03 % | −3,39 %  |
| Source : Boursorama |         |         |          |

Du lundi 25 juillet au lundi 8 août, les indices boursiers européens chutent fortement, le CAC 40 alignant 11 séances consécutives de baisse, du jamais vu depuis sa création en 1987. La crise provoque une baisse des taux d'intérêt et donc une hausse des obligations des pays  dans lequel les marchés ont confiance et une hausse des taux d'intérêt et une baisse des cours  des obligations des autres pays. Même si la note de la dette publique américaine est abaissée par une des agences de notation, son rendement à dix ans passe pour la première fois sous le seuil de 2 %, un phénomène qui se produit le même jour également en Allemagne. Par contre on assiste à un phénomène inverse sur la Grèce, l'Italie et d'autres pays. 
| Pays          | France | Allemagne | Italie | Espagne | Grèce   | États-Unis |
| 30 juin       | 3,42 % | 3,02 %    | 4,88 % | 5,44 %  | 15,61 % | 3,18 %     |
| 18 juillet    | 3,36 % | 2,64 %    | 5,95 % | 6,29 %  | 17,68 % | 2,91 %     |
| 26 juillet    | 3,34 % | 2,74 %    | 5,62 % | 5,93 %  | 14,33 % | 2,95 %     |
| 2 août        | 3,16 % | 2,41 %    | 6,15 % | 6,26 %  | 14,454  | 2,64 %     |
| 9 août        | 3,16 % | 2,36 %    | 5,16 % | 5,05 %  | 14,83 % | 2,39 %     |
| 17 août       | 2,82 % | 2,20 %    | 4,92 % | 4,91 %  | 17 %    | 2,23 %     |
| 19 août       | 2,76 % | 2,10 %    | 4,92 % | 4,94 %  | 16,17 % | 2,08 %     |
| 1er septembre | 2,91 % | 2,21 %    | 5,12 % | 5,03 %  | 18,51 % | 2,22 %     |
| 5 septembre   | 2,67 % | 1,85 %    | 5,54 % | 5,24 %  | 18,45 % | 1,98 %     |
| 9 septembre   | 2,42 % | 1,69 %    | 5,46 % | 5,33 %  | 21,40 % | 1,92 %     |
| 22 septembre  | 2,47 % | 1,61 %    | 5,61 % | 5,24 %  | 25,97 % | 1,72 %     |
| 22 avril 2013 | 1,70 % | 1,23 %    | 3,97 % | 4,49 %  | 11,37 % | 1,67 %     |
| 6 juin 2014   | 1,70 % | 1,38 %    | 2,70%  | 2,57%   | NC      | 2,61%      |

Les dettes publiques de nombreux pays font office de refuge alors que la crise de subprime n'est toujours pas bien comprise ni jugulée, ce qui risque de peser sur la croissance et de limiter ainsi le potentiel des marchés boursiers.
| Réhausseurs de crédit au début 2008        | Ambac    | ACA      | MBIA     | XLCA     | FGIC     | CIFG    | FSA     |
| Exposition nette aux CDO d'ABS, en dollars | 29,2 mds | 22,4 mds | 17,3 mds | 16,1 mds | 10,3 mds | 9,4 mds | 0,4 mds |

En seulement cinq mois, du 7 avril au 9 septembre, le rendement des obligations américaine à dix ans a été divisé par deux, passant de 3,75 % à 1,89 %. En Allemagne, il a aussi été divisé par deux, passant de 3,36 % le 7 avril à 1,69 % le 9 septembre. Il y a également une très forte baisse en France, tandis que l'Espagne a dès septembre des rendements obligataires inférieurs à ceux de l'été.
Ensuite, dans les années qui suivent, la baisse des taux s'étendra à tous les pays, même la Grèce, les rendements obligataires atteignant leur plus bas niveau depuis deux siècles, ce qui amène la BCE à pointer le risque de bulle spéculative. Le taux à échéance 10 ans de la France est en particulier tombé le 6 juin 2014, en cours de journée, à 1,65%, effaçant le précédent record historique de début mai 2013. Entre-temps, le Fonds monétaire international a reconnu les erreurs dans les calculs effectués en 2011 sur les effets des politiques de consolidation budgétaire sur la croissance, convenant qu'il faut à tout prix éviter la déflation et que le risque bancaire doit être mieux maîtrisé.

## Chronologie
- 24 janvier 2008 : SP abaisse la note de Société générale de AA à AA-
- mars 2008 : Bear Stearns en difficulté
- 7 septembre 2008 : Fannie Mae et Freddie Mac en difficulté
- 17 septembre 2008 :  Barclays rachète la banque d'investissement de Lehman Brothers en Amérique du Nord
- 28 janvier 2009 : SP abaisse la note de BNP Paribas de AA+ à AA
- 7 mai 2009 : SP abaisse la note de Société générale de AA- à A+
- 11 mai 2009 : Fitch abaisse la note de Société générale de AA- à A+
- 20 mai 2009 : SP abaisse la note du Crédit agricole de AA- à A+, sur exposition en Grèce
- 5 novembre 2009 : le gouvernement grec sorti des urnes fait apparaître un déficit de 12,7 % du PIB, le double de ce qui était prévu.
- 8 décembre 2009 : Fitch Ratings dégrade la Grèce de A- à BBB+.
- 16 décembre 2009 : Standard & Poor's abaisse la Grèce de A- à BBB+.
- 22 décembre 2009 : Moody's abaisse la Grèce de A1 à A2.
- 20 janvier 2010 : Moody's abaisse la note de BNP Paribas de Aa1 à Aa2
- 22 janvier 2010 : Fitch abaisse la note de BNP Paribas de AA à AA-
- 27 avril : SP rétrograde le Portugal
- 28 avril : SP dégrade l'Espagne de AAA à AA-
- 21 juin 2010 : Fitch abaisse la note de BNP Paribas de AA à AA-
- 19 mai 2010 : plan d'austérité espagnol, hausse des impôts, baisse des salaires des fonctionnaires de 5 % en 2010[40]
- 30 juillet : la Banque d'Espagne créé le système institutionnel de protection pour les banques en difficulté sur l'immobilier
- 28 novembre : accord européen rendant possible une assistance temporaire à un État solvable, soit une renégociation avec les créanciers. Le Mécanisme européen de stabilité doit succéder au FESF.
- 3 décembre 2010 : fusion de sept caisses d'épargne pour créer Bankia gère (340 milliards d’euros d'actifs)
- 12 mars 2011 : sommet européen sur la Grèce, les prêts des pays européens passent de 4,5 ans à 7,5 ans et leurs taux à 4,2 % contre 5,2 % en échange d'une accentuation du plan d'austérité[41].
- 29 mars 2011 : Standard & Poor's abaisse Portugal et Grèce car une restructuration de la dette pourrait être un prérequis pour faire appel au Fonds européen de stabilité financière[42].
- 18 avril 2011 : Standard & Poor's place les États-Unis sous surveillance négative
- 6 mai : sommet européen « secret » sur la Grèce, au cours duquel est évoqué l'éventualité d'un départ de la Grèce de l'euro
- 13 juin : la note grecque placée en « défaut de paiement » (CCC)
- 15 juin, Moody's place sous surveillance négative BNP Paribas (Aa2), Société générale (Aa2) et Crédit agricole (Aa1), exposées à la dette grecque[3].
- 17 juin : Moody's envisage d'abaisser la note italienne, fixée à Aa2.
- 29 juin : Christine Lagarde désignée à la direction générale du FMI
- 15 juillet : l'Italie adopte un plan de rigueur de 20 milliards d'euros, dont la moitié en réduction des déductions fiscales. Gel des salaires et embauches de fonctionnaires[18].
- 18 juillet 2011 : Introduction en bourse de Bankia, qui regroupe des Caisses d'Epargne où les politiques espagnols sont très présents, au prix d'une décote de 60%[43],[44]
- 18 juillet 2011 : la Banque d'Espagne estime que le secteur bancaire espagnol a besoin de 15,1 milliards d'euros, démentant des analystes financiers les situant entre 30 et 100 milliards[45].
- 20 juillet : l'accord européen d'aide à la Grèce « créé un précédent » en impliquant le secteur privé, avec un défaut partiel
- 27 juillet:  Deven Sharma, président de Standard & Poor's, auditionné par une commission de la Chambre des représentants américains[7].
- 28 juillet : les sénateurs démocrates américains rejettent le projet de budget de la chambre des représentants républicaine[8]
- fin juillet: la Deutsche Bank vend pour 8 milliards de dette italienne[46].
- 29 juillet : Moody's envisage d'abaisser la note de la dette souveraine de l'Espagne[5], qui peine à appliquer la rigueur budgétaire du fait d'un « environnement de faible croissance » : +0,3 % au 1er trimestre 2011, contre +1,5 % pour l'Allemagne et +1 % pour la France[6]. Moody's évoque aussi le plan pour la Grèce du 20 juillet, qui « créé un précédent » en impliquant le secteur privé.
- 29 juillet : annonce d'élections législatives anticipées en Espagne[20]
- 1er août : plan de la dernière chance au dernier jour pour un accord sur le relèvement du plafond de la dette des États-Unis[9].
- 5 août : Standard & Poor's retire le Triple A aux États-Unis. Le lundi suivant, Paris perd 4,7%, Francfort 4% et Londres 3,4%
- 7 août : article du Mail on Sunday affirmant que la Société générale est "au bord du désastre après d'énormes pertes" en Grèce, tout comme UniCredit[11].
- 8 août : le Mail on Sunday retire l'article de son site[11].
- 10 août : plongeon de 14,7% de l'action Société générale à la Bourse de Paris[11].
- 11 août : France, Belgique, Italie, Espagne et Autorité européenne des marchés financiers interdisent les ventes à découvert sur certaines valeurs financières, dont onze françaises, pour quinze jours.
- 17 août : George Soros réclame plus de capitaux propres pour les banques, dans un entretien au quotidien Le Monde[47].
- 26 août : l'interdiction prolongée jusqu’au 11 novembre pour 10 des 11 valeurs.
- 19 octobre : Jean-Claude Trichet quitte la Banque centrale européenne. Comme Angela Merkel, il s'oppose au vœu de Nicolas Sarkozy que le FESF soit transformé en banque, pour pouvoir se refinancer sans limite auprès de la BCE
- 5 décembre : SP place sous surveillance négative  l’ensemble des pays de la zone euro dont les six notés AAA (Allemagne, France, Finlande, Pays-Bas, Autriche et Luxembourg)
- 13 janvier 2012 : SP dégrade neuf pays de la zone euro, l’Allemagne, la Finlande et le Luxembourg gardant leur AAA. France et Autriche passent de AAA à AA+ (une dégradation d’un cran) tout comme Malte, Slovaquie et Slovénie. Chypre, Italie, Espagne et Portugal en perdent deux
- 10 mai 2012 : Bankia partiellement nationalisée[43]
- 24 mai 2013 : l'action Bankia a été divisée par plus de 500
- 28 mai 2013 : augmentation de capital de 15 milliards d'euros de Bankia[48]